# Parafia św. Barbary w Gryżynie
Parafia św. Barbary w Gryżynie – parafia rzymskokatolicka znajdująca się w archidiecezji poznańskiej, w dekanacie kościańskim.

## Historia
Pierwszy kościół pw. św. Michała zbudowano zapewne już w XII wieku. W XIII wieku odbudowano (lub wzniesono nowy) w stylu gotyckim z fundacji komesa Wojsława z rodu Borków Gryżyńskich herbu Gryzima. Z 1388 roku pochodzi wzmianka o plebanie Mikołaju. Parafia przynależała do archidiakonatu śremskiego. W XV wieku wzniesiono w innym miejscu nową drewnianą świątynię pw. św. Barbary, na którą przeniesiono prawa kościoła parafialnego. Od XVIII wieku kościół św. Marcina popadał w ruinę. 
W 1884 roku spłonął kościół św. Barbary, stąd w latach 1885–1886 na jego miejscu wzniesiono nowy w stylu neogotyckim wg projektu Alexisa Langera z fundacji Aleksandra Lossowa. Nową świątynię w 1888 roku konsekrował bp Edward Likowski, ówczesny sufragan poznański.  
W latach 1946–1972 do parafii przynależał kościół w Racocie jako filialny. Od 2020 roku zarząd nad parafią pełni proboszcz z parafii racockiej.

## Zasięg parafii
- Gryżyna,
- Gryżynka,
- Januszewo,
- Nielęgowo,

- Nowy Dębiec,
- Osiek,
- Polesie,
- Stary Dębiec.

## Miejsca kultu
- Kościół św. Barbary w Gryżynie – kościół parafialny
- Kościół św. Marcina w Gryżynie – obecnie w ruinie

## Proboszczowie
- 1647 ks. Jakub Bęczkowski
- 1671 ks. Walenty Słowik
- 1703 ks. Michał Rydłowski
- 1808 ks. Antoni Czechowski
- 1921–1931 ks. Leon Cyms
- 1945–1964 ks. Józef Metler
- 1964–1970 ks. Antoni Nowak
- 1970–1979 ks. Leonard Szymański
- 1979–1989 ks. Henryk Wilinski
- 1989–1991 ks. Ludwik Duda
- 1991–1996 ks. Roman Ratajczak
- 1996–2002 ks. Roman Gintrowicz
- 2002–2020 ks. Mieczysław Kaźmierczak[2]
- od 2020 ks. Stanisław Tokarski[2]